# Teretrius shibatai
Teretrius shibatai är en skalbaggsart som beskrevs av Ôhara 2008. Teretrius shibatai ingår i släktet Teretrius och familjen stumpbaggar. Inga underarter finns listade i Catalogue of Life.